# Los Seixells
Los Seixells és un indret del terme municipal de Talarn, al Pallars Jussà.
Es tracta del territori situat al sud-oest de la vila de Talarn i al nord-oest de la ciutat de Tremp, a la plana entre la llau dels Sabarissos (llevant) i el torrent de la Fontvella (ponent). Per l'extrem meridional de los Seixells discorre el Canal de Dalt. És al sud de les Llagunes i a l'est de les Maçanes.